# Hospital Militar Central (Perú)
El  Hospital Militar Central del Perú Coronel Luis Arias Schreiber es un centro sanitario del Ejército del Perú ubicado en Lima. Destinado a atender a los miembros del mismo, a sus derechohabientes y a sus familiares. Además, al público en general a través de un Programa de Acción Cívica con sensibilidad social.
Lleva el nombre del médico y coronel Luis Arias Schreiber, quien fue jefe de Sanidad del Ejército peruano y legítimo gestor de la construcción del actual Hospital Militar.

## Historia

### Hospital Militar San Bartolomé
El Hospital San Bartolomé fue fundado en 1651.
En 1821 se convirtió en hospital militar, atendiendo a los soldados que lucharon en la independencia del Perú. En 1858 pasó a manos de las Hermanas de la Caridad de San Vicente de Paúl, en 1866 a  la Beneficencia de Lima y en 1880 al Gobierno central. En 1910, el Hospital Militar San Bartolomé quedó bajo la dependencia de la sanidad militar, funcionando así hasta 1958. Estaba ubicado en la calle San Bartolomé (actual jirón Miró Quesada) en Barrios Altos.

### Sede actual
Fue inaugurado el 1 de diciembre de 1958 durante el gobierno de Manuel Prado Ugarteche en la avenida Pershing, distrito de Magdalena del Mar (desde 1963 es parte de Jesús María). En 1974 fue remodelado y ampliado.
El Hospital Militar Central, actualmente, dentro de los servicios que brinda, cuenta con modernas instalaciones para tratamiento, hospitalización, intervenciones quirúrgicas y cuidado de pacientes posoperatorio, así como unidades de cuidados intensivos polivalentes y coronarias.

### Nueva sede
En 2019, durante la ceremonia del 115.º aniversario de Sanidad del Ejército, el jefe de Sanidad, Jesús Salazar, indicó la apertura del proyecto del nuevo hospital militar, que estaría ubicado en la villa militar del distrito de Chorrillos, el cual se realizará en cofinanciación a través de una asociación pública-privada (APP).